# 3Y busz (Zalaegerszeg)
A zalaegerszegi 3Y jelzésű autóbusz a Vasútállomás és Pózva között közlekedik, Nekeresd érintésével. A vonalat a Volánbusz üzemelteti.

## Útvonala
| Pózva, Külsőkórház felé | Vasútállomás felé |
| --- | --- |
| Vasútállomás vá. – Zrínyi Miklós utca – Kosztolányi Dezső utca – Kovács Károly tér – Batthyány Lajos utca – Kaszaházi út – Virágzó Mező utca – Nekeresdi út – 74-es főút – 7328-as út – Doktor Jancsó Benedek utca – Pózva utca – Pózva, autóbusz-forduló – Pózva utca – Doktor Jancsó Benedek utca – Pózva, Külsőkórház vá. | Pózva, Külsőkórház vá. – Doktor Jancsó Benedek utca – 7328-as út – 74-es főút – Nekeresdi út – Virágzó Mező utca – Kaszaházi út – Batthyány Lajos utca – Kazinczy tér – Széchenyi tér – Kossuth Lajos utca – Zrínyi Miklós utca – Vasútállomás vá. |

## Megállóhelyei
| 0  | Vasútállomás végállomás        | 15 | 1, 1U, 1Y, 3, 3C, 4, 4A, 4E, 4U, 4Y, 5U, 9U, 10, 10Y, 11, 11A, 11Y, 41, C2, C4 Zalaegerszeg |
| 1  | Hunyadi utca                   | ∫  | 1, 1E, 1U, 1Y, 3, 8, 5U, 9U, 10, 10C, 10Y, 26, 30, 30A, 30C, 41                             |
| 2  | Önkiszolgáló étterem           | ∫  | 1, 1E, 1U, 1Y, 3, 4, 8, 5U, 9U, 10, 10C, 10Y, 26, 30, 41, C2                                |
| 4  | Kovács Károly tér              | ∫  | 1, 1E, 1U, 1Y, 3, 3C, 5, 5C, 5U, 5Y, 8, 9, 9U, 10, 10C, 10Y, 26, 30, 41, C2, C5             |
| ∫  | Kórház (Zrínyi utca)           | 13 | 1, 1U, 1Y, 3, 5U, 8, 8E, 9U, 10, 10Y, 11, 11A, 11Y, 41, C1                                  |
| ∫  | Gyógyszertár (Kossuth utca)    | 11 | 1, 1U, 1Y, 3, 3C, 5U, 8, 8C, 8E, 9U, 11, 11A, 11Y, 24, 41                                   |
| ∫  | Széchenyi tér                  | 9  | 1, 1U, 1Y, 3, 3C, 5, 5C, 5U, 5Y, 8, 8C, 8E, 9U, 11, 11A, 11Y, 24, 41                        |
| 6  | Kaszaháza                      | 7  | 3, 5, 5C, 5U, 5Y                                                                            |
| 7  | ZALACO Zrt.                    | 6  | 3, 5, 5U, 5Y                                                                                |
| 8  | Új köztemető, bejárati út      | 5  | 3, 5, 5U, 5Y                                                                                |
| 9  | Nekeresd                       | 4  | 3                                                                                           |
| 11 | GARTNER Kft.                   | 3  | 3, 3C                                                                                       |
| 13 | Pózva, Külsőkórház bejárati út | 2  | 3, 3C                                                                                       |
| 15 | Pózva, autóbusz-forduló        | ∫  | 3                                                                                           |
| 18 | Pózva, Külsőkórház végállomás  | 0  | 3, 3C                                                                                       |